# زیبو (چین)
زیبو (به لاتین: Zibo) یک شهر مرکزی در جمهوری خلق چین است که در شاندونگ واقع شده‌است.

## خصوصیات
زایبو ۵٬۹۳۸ کیلومترمربع مساحت و ۴٬۵۳۰٬۵۹۷ نفر جمعیت دارد.

## خواهرخوانده
شهرهای ارکیپا، ایری، پنسیلوانیا، کامو، نیگاتا، براتسک، باتومی، استان برگامو، گوانگجو، گیونگگی، لا روش-سور-یون، نیوکاسل، ولیکی نووگورود، ساو خوزه دوس پینهایس و Mandaue خواهر خوانده‌های زایبو هستند.